# Junger Löwe
Junger Löwe war ein kleines Bergwerk bei Neunkirchen-Salchendorf im südlichen Siegerland.
Die Grube lag im Ortsgebiet Salchendorfs, einem Ortsteil von Neunkirchen im Kreis Siegen-Wittgenstein. Sie lag im linken Wildebachtal zwischen Salchendorf und Wilden am nördlichen Hang des Leyenkopfes, einem Berg im Bergrücken des Rassbergs.

## Gangmittel
Das Gangmittel der Grube war ein Teilstück eines über 600 m langen Erzganges, auf dem noch die benachbarte Grube Ludwigseck sowie die mit Junger Löwe konsolidierte Grube Gleiskaute baute.
Abgebaut wurde Bleiglanz, Zinkblende, Kupferkies und Eisenspat. Vereinzelt wurde Kobaltnickelkies und Antimonglanz angetroffen.

## Geschichte
Die Grube Junger Löwe wurde im Jahr 1839 erstmals erwähnt. Zur Grube gehörten drei Stollen.
Der erste Tiefe Stollen wurde ab den 1850er Jahren angelegt und gehörte zur 1780 erwähnten Grube Gleiskaute. Dieser Stollen liegt auf der Talsohle und sein Mundloch ist noch heute sichtbar (Lage). Ab ca. 1850 wurde hier Gesenkbau betrieben, gefördert wurden in den 1870er Jahren 306 t Bleiglanz, 516 t Zinkblende, 141 t Kupfererz und 43 t Spateisenstein. Das Gangmittel war hier ca. 40–50 m lang und bis zu 0,3 m mächtig und war mit Bleierzen, Quarz, Spateisenstein, Zinkerz und selten auch Kupferkies und Nickel-Antimonglanz ausgefüllt. Um 1880 hörte der Betrieb auf Gleiskaute auf.
Der Mittlere Stollen lag unterhalb des Bähnchens, einer ehemaligen Schmalspurbahn der Grube Bautenberg und ist mittlerweile zugeschüttet. Der Obere Stollen weiter oben am Berg ist mittlerweile zugefallen. Die Förderung bestand 1885 aus 4 t Bleierz und 10 t Zinkblende. Um 1890 wurde die Grube stillgelegt. Das Grubenfeld wurde von Ludwigseck übernommen.
In den Jahren 1951/1952 wurden Teile der Halden der Grube in der Flotationsanlage der Grube Grube Große Burg aufbereitet.

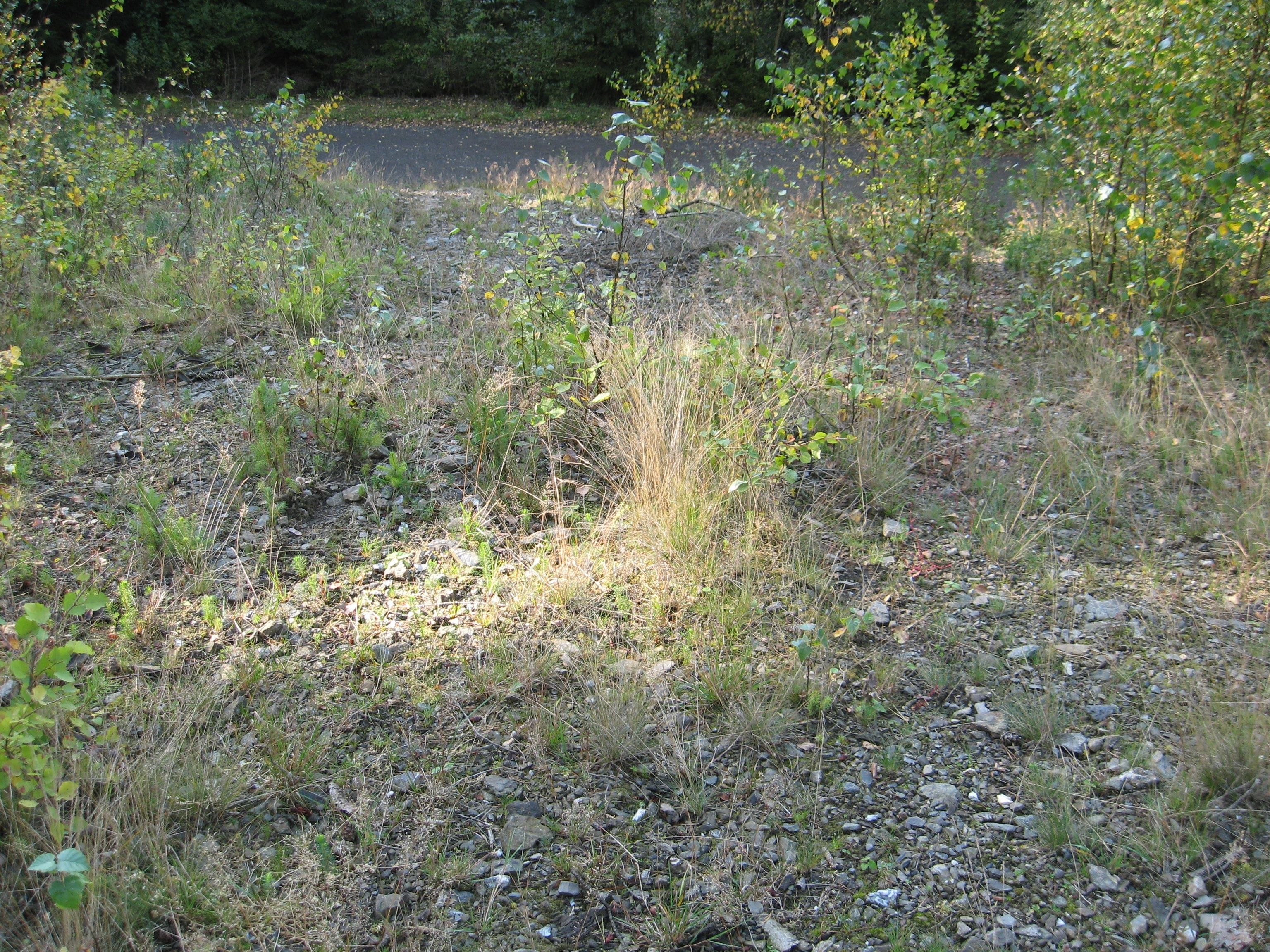
Halde nahe dem Mittleren Stollen

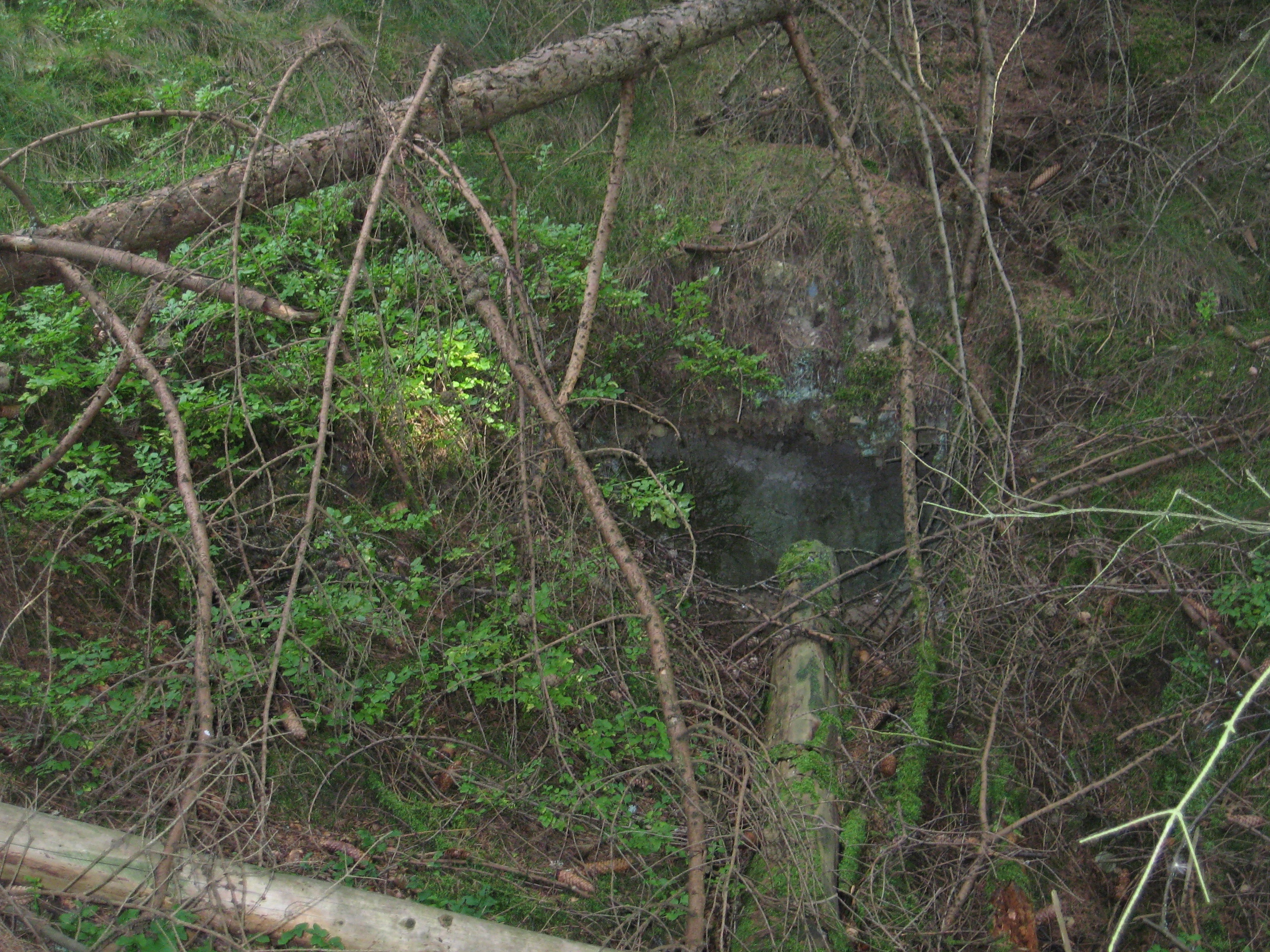
Stolleneingang „Gleiskaute“

## Wiederherstellung des Mundloches
im Jahr 2014 öffnete der Arbeitskreis „Bergbau und Industrie“ des Heimatverein Salchendorf das Mundloch des tiefen Stollens und gestaltete den Bereich als anschauliches Bergbaudenkmal.